# Campeonato nacional de Estados Unidos 1961
Lista de los campeones del Campeonato nacional de Estados Unidos de 1961:

## Senior

### Individuales masculinos
Roy Emerson vence a  Rod Laver, 6–4, 6–4, 8–6

### Individuales femeninos
Darlene Hard vence a  Ann Haydon Jones, 11–9, 6–4

### Dobles masculinos
Chuck McKinley /  Dennis Ralston vencen a  Rafael Osuna /  Antonio Palafox, 6–8, 9–7, 6–3, 6–3

### Dobles femeninos
Darlene Hard /  Lesley Turner vencen a  Edda Buding /  Yola Ramírez, 4–6, 6–3, 6–4

### Dobles mixto
Margaret Smith Court /  Bob Mark vencen a  Darlene Hard /  Dennis Ralston, default
| Predecesor: 1960                         | Campeonato nacional de Estados Unidos 1961 | Sucesor: 1962                         |
| Predecesor: Campeonato de Wimbledon 1961 | Grand Slam 1961                            | Sucesor: Campeonato de Australia 1962 |

- Datos: Q2410010